# Мазен Аль-Хамада
Мазен Аль-Хамада (нар. 3 липня 1977, Дайр-ез-Заур, Сирія — грудень 2024, в'язниця Седная, Сирія) — сирійський активіст із провінції Дайр-ез-Заур. Хамада був ув'язнений і піддавався тортурам протягом більш ніж півтора роки за участь в антиурядових протестах під час Арабської весни в 2011 році. Після вигнання з Сирії він став шукачем притулку в Нідерландах, де публічно свідчив щодо жорстокого поводження, якого він зазнав.
У 2020 році Хамада став жертвою насильницького зникнення, коли його заарештувала сирійська розвідка в аеропорту, після повернення до Сирії. Його тіло було знайдено в Седнайській в'язниці в грудні 2024 року під час падіння режиму Асада.
Його похорон, який відбувся 12 грудня, відвідали сотні сирійців; відтоді його прославляли як мученика та символа сирійської опозиції.

## Біографія
Хамада був випускником Інституту нафтової промисловості[джерело?] і працював техніком у французькій багатонаціональній нафтогазовій компанії «Schlumberger». Пізніше він став співробітником «Syrian Emergency Task Force», розташованої у Вашингтоні, округ Колумбія, за підтримки Державного департаменту США.
Він брав участь у демонстраціях із закликами до більшої свободи та демократії, і вирішив зняти ці події на свій телефон. Хамада був вперше заарештований 24 квітня 2011 року спецслужбами режиму. Через тиждень його звільнили. Після другого арешту, 29 грудня 2011 року, та після двох тижнів ув'язнення в тому самому відділенні, він вирішив виїхати до Дамаска[неякісне джерело].

## Арешти, ув'язнення і тортури
У березні 2012 року Хамада спробував незаконно переправити 55 упаковок дитячої суміші в передмістя Дамаска. Невдовзі, його та двох його племінників заарештували. Їх доставили до відділення розвідки ВПС військового аеропорту «Меззех». Двоє племінників Хамади пізніше померли в ув'язненні. Через два тижні після арешту його утримували «в маленькому ангарі, трохи більше сорока футів завдовжки і двадцяти футів завширшки» разом із 170 іншими в'язнями.
Під тортурами Хамаду змусили зізнатися у звинуваченнях у тероризмі, зберіганні зброї та вбивстві солдатів режиму. Коли він відмовився зізнатися, — викликали агентів, щоб ті прийшли і катували його. Його побили і підвісили за зап'ястки. Щоб полегшити свої страждання, він погодився підписати вимушене зізнання, визнавши, що мав зброю для захисту демонстрантів, але відмовився визнавати будь-які злочини. Потім його перевели в іншу кімнату для допитів, де його роздягли та піддали сексуальному насильству. Після цих тортур він підписав усі документи.
На початку 2013 року він захворів і був доставлений у військовий госпіталь «601», який інші затримані прозвали «бойнею». Під час транспортування до лікарні Хамада зазнав фізичного насильства. Йому сказали забути своє ім'я і присвоїли номер «1858». Там він бачив замучених до смерті ув'язнених, трупи, що скупчувалися в туалетах, і персонал лікарні, який до смерті б'є пацієнтів. Хамада благав лікаря повернути його під варту.
Повернувшись в аеропорт Меззех, він протягом місяця лікувався у лікаря-в'язня, перш ніж його перевели до військової поліції Кабуна 1 червня 2013 року, а потім до в'язниці «Адра» 5 червня 2013 року, де він залишався близько двох місяців[джерело?]. Зрештою Мазена було доставлено до антитерористичного суду, який постановив його звільнити у вересні 2013 року.
Під час ув'язнення, яке тривало один рік і сім місяців, Хамада був підданий жорстоким тортурам. Він зазнав фізичного, психічного та сексуального насильства, а також отримав постійні фізичні та психологічні травми під час ув'язнення у тюрмах режиму, у тому числі травми статевих органів, що призвело до втрати можливості мати дітей.

## Вигнання
Після звільнення Хамада все ще перебував у розшуку спецслужб. Тому він вирішив покинути Сирію та подав заяву про притулок у Нідерландах.

## Повернення до Сирії та вимушене зникнення

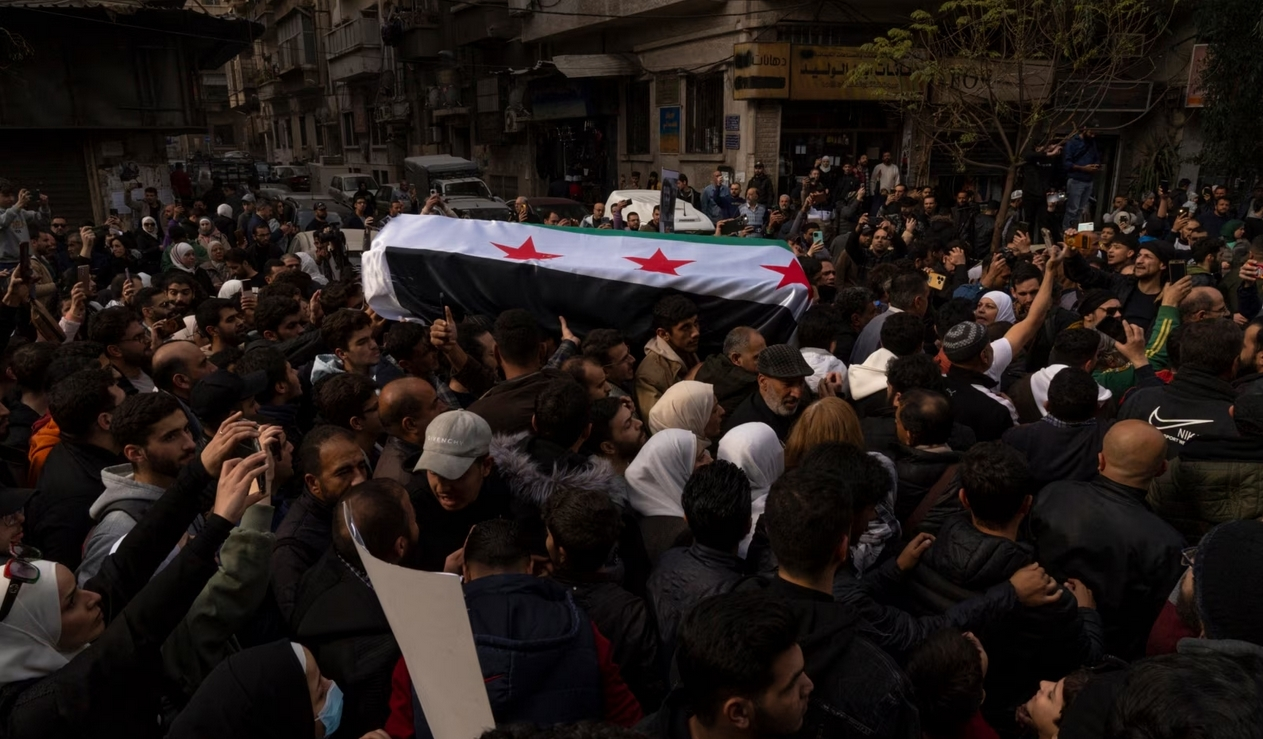
Тіло Хамади несуть процесією по Дамаску перед його похороном

Хамада хотів допомогти сирійцям, які все ще перебували під вартою, і він почувався безсилим у спробах покращити їхню ситуацію. Були чутки, що до нього звернулися люди з сирійського посольства, близькі до режиму Асада, і його заманили назад до Сирії, обіцяючи звільнити затриманих. Хамада написав, що готовий пожертвувати собою заради порятунку інших[джерело?].
Хамада поїхав до Берліна, де отримав сирійський паспорт і візу в посольстві. Після прибуття в аеропорт Дамаска 23 лютого 2020 року Хамада був затриманий службами безпеки режиму.
Тіло Хамади було знайдено 9 грудня 2024 року, після того, як сили опозиційної Вільної сирійської армії взяли під контроль в'язницю Седная під час падіння Дамаска. Вважається, що Хамада був страчений за кілька днів до виявлення його тіла, на якому були значні сліди тортур і побоїв.
Його похорони відбулися 12 грудня в Дамаску. Сотні людей відвідали його похорони, під час яких його труна була завішана опозиційним прапором, а люди вітали його як мученика.

## Нотатки
1. ↑  араб. مازن الحمادة, кириліз.: Ма̄зін аль-Х̣ама̄да, романіз.: Māzin al-Ḥamāda, МФА: [maːzɪn al-ħamaːda]